# 아시아 태평양 우편연합
아시아 태평양 우편연합(영어: Asian-Pacific Postal Union)은 아시아 태평양 지역 국가 사이에서 우편 업무 분야의 협력을 증진하고 우편 업무를 개선 및 지원, 확장하고자 설립한 정부간 국제 기구다. 만국 우편 연합 헌장 제8조에 따라 특정 지역에서의 협력을 증진하기 위한 한정연합의 형태를 띤다.
1961년에 필리핀 마닐라에서 우편원탁회의를 열고 창립을 논의했으며, 1962년 4월 1일에 정식으로 발족했다. 1981년 3월 27일에 인도네시아 욕야카르타에서 서명한 아시아 태평양 우편조약에 따라 오늘날의 형태로 결성됐다. 창립 이래로 본부는 필리핀 마닐라에 있었으나 2002년에 태국 방콕으로 옮겼고 이사직도 개방해 회원국 사이에서 투표로 뽑기 시작했다.
아시아 태평양 우편연합의 총회는 5년마다 열고 공동 관심사를 협의한다. 산하 기관으로는 회원국 체신 관서 직원에게 교육과 훈련을 제공하는 아시아 태평양 우정대학이 있다.

## 회원국
| - 대한민국(1962년) - 중화인민공화국(1962년) - 태국(1962년) - 필리핀(1962년) - 라오스(1968년) - 일본(1968년) - 오스트레일리아(1969년) - 뉴질랜드(1970년) | - 인도네시아(1970년) - 파키스탄(1970년) - 인도(1973년) - 말레이시아(1976년) - 방글라데시(1976년) - 파푸아뉴기니(1976년) - 스리랑카(1979년) - 싱가포르(1981년) | - 네팔(1982년) - 몰디브(1982년) - 부탄(1982년) - 이란(1983년) - 나우루(1985년) - 베트남(1987년) - 브루나이(1988년) - 아프가니스탄(1988년) | - 캄보디아(1988년) - 피지(1997년) - 미얀마(1998년) - 솔로몬 제도(1998년) - 몽골(2002년) - 바누아투(2007년) - 통가(2008년) - 사모아(2011년) |